# A Pobra do Brollón
A Pobra do Brollón är en kommun i Spanien. Den ligger i provinsen Lugo i den autonoma regionen Galicien i den nordvästra delen av landet, 400 km nordväst om huvudstaden Madrid. Antalet invånare är 1 619 (2024). Arean är 176,71 kvadratkilometer. A Pobra do Brollón gränsar till Monforte de Lemos, Bóveda, O Incio, Samos, Folgoso do Courel, Quiroga och Ribas de Sil. 